# Martin P. Nilsson
Nils Martin Persson Nilsson (født 12. juli 1874 i Stoby, død 7. april 1967 i Lund) var en svensk videnskabsmand. Han var far till Nils og Per Stjernquist.
Nilsson blev 1900 docent i Lund i græsk sprog og litteratur og i 1909 professor. Blandt hans mange skrifter kan nævnes: Griechische Feste (1906), Primitiv religion (1908), Timbres amphoriques de Lindos (1909), Årets folkliga fester (1915), Olympen (1918—19), Den romerska kejsartiden (1921—22), Den grekiska religionens historia (1921) og Primitiv kultur (1924). Også som populærvidenskabelig forfatter har Nilsson på mange forskellige områder udført en betydningsfuld virksomhed.